# Datorie externă

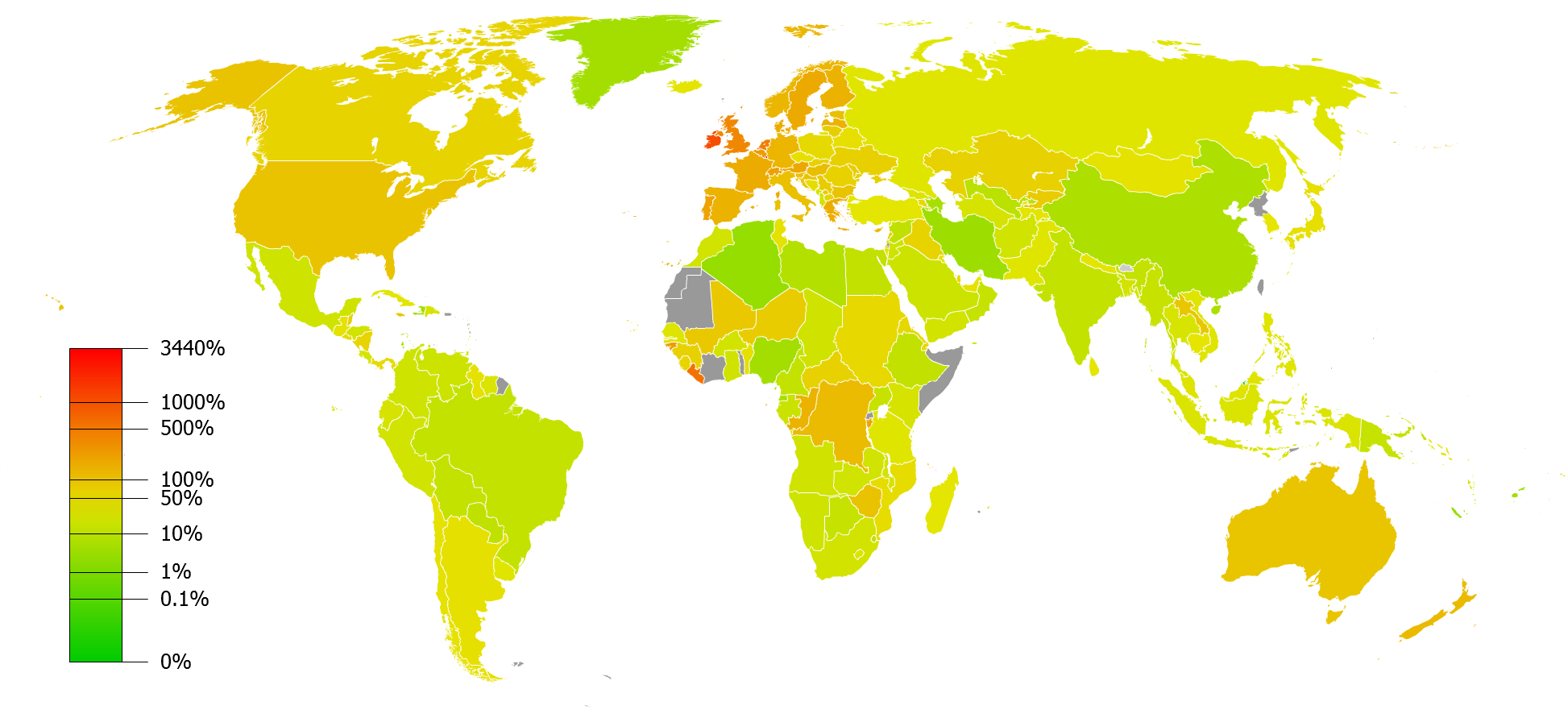
Harta țărilor după datoria externă ca procentaj din PIB

Datoria externă a unei țări este acea partea din datoriile totale care este datorată creditorilor din altă țară. Debitorii pot fi guvernul și firme private sau corporații. Datoria include bani datorați băncilor comerciale private, altor guverne sau instituțiilor financiare precum FMI sau Banca Mondială.

## Definiție
Datoria externă brută este alcătuită din soldul pasivelor reale, actuale și necondiționate ce presupun plăți viitoare de rate de capital și/sau de dobânzi, datorate de rezidenții unei economii față de nerezidenți.
Datoria externă reprezintă obligațiile unei țări față de creditori din străinătate și cuprinde atât datoria guvernamentală, cât și datoria contractată de beneficiari privați (persoane juridice și/sau fizice).
Datoria externă cuprinde:
- datoria externă  brută în sens larg, toate obligațiile unui stat față de străinătate; aceasta cuprinde sumele datorate de stat, unități administrativ-teritoriale, entități de drept public, agenți economici cărora statul le garantează datoria, organisme internaționale, guverne, bănci și altor instituții publice străine, unor bănci private, firme și altor creditori;
- datoria externă  brută în sens restrâns, se referă la împrumuturile pe termen scurt  (sub un an și la investițiile directe (nu au termene de rambursare sau de lichidare).[2]

## Topul țărilor cu cea mai mare datorie externă în 2008
Statele Unite ale Americii a înregistrat cea mai mare datorie externă din lume, însă aceasta nu a depășit PIB-ul. Țara cu cea mai mare datorie externă raportată la produsul intern brut a fost Irlanda, cu o datorie cu peste 10 ori mai mare decât PIB-ul.  
| Loc | Stat/Teritoriu             | Datoria externă (ca procent din PIB) | Datoria externă per capita (dolari) | Datoria externă brută (miliarde de dolari) | PIB (miliarde de dolari) |
| --- | -------------------------- | ------------------------------------ | ----------------------------------- | ------------------------------------------ | ------------------------ |
| 1   | Statele Unite ale Americii | 94,3 %                               | 43,793                              | 13.454                                     | 14.454                   |
| 2   | Ungaria                    | 105,7 %                              | 20,990                              | 207,92                                     | 196,6                    |
| 3   | Australia                  | 111,3 %                              | 41,916                              | 891,26                                     | 800,2                    |
| 4   | Italia                     | 126,7 %                              | 39,741                              | 2.310                                      | 1.823                    |
| 5   | Grecia                     | 161,1 %                              | 51.483                              | 552,8                                      | 343                      |
| 6   | Spania                     | 171,7 %                              | 59.457                              | 2.409                                      | 1.402                    |
| 7   | Germania                   | 178,5 %                              | 63.263                              | 5.208                                      | 2.918                    |
| 8   | Finlanda                   | 188,5 %                              | 69.491                              | 364,85                                     | 193,5                    |
| 9   | Suedia                     | 194,3 %                              | 73.854                              | 669,1                                      | 344,3                    |
| 10  | Norvegia                   | 199 %                                | 117.604                             | 584,1                                      | 275,4                    |
| 11  | Hong Kong                  | 205,8 %                              | 89.457                              | 631,13                                     | 306,6                    |
| 12  | Portugalia                 | 214,4 %                              | 47.348                              | 507                                        | 236,5                    |
| 13  | Franța                     | 236 %                                | 78.387                              | 5.021                                      | 2.128                    |
| 14  | Austria                    | 252,6 %                              | 101.387                             | 832,42                                     | 329,5                    |
| 15  | Danemarca                  | 298,3 %                              | 110.422                             | 607,38                                     | 203,6                    |
| 16  | Belgia                     | 320,2 %                              | 119.681                             | 1.246                                      | 389                      |
| 17  | Olanda                     | 365 %                                | 146.703                             | 2.452                                      | 672                      |
| 18  | Marea Britanie             | 408,3 %                              | 148.702                             | 9.087                                      | 2.226                    |
| 19  | Elveția                    | 422,7 %                              | 176.045                             | 1.338                                      | 316,7                    |
| 20  | Irlanda                    | 1.267 %                              | 567.805                             | 2.386                                      | 188,4                    |